# Parides echemon
Parides echemon är en fjärilsart som först beskrevs av Jacob Hübner 1813.  Parides echemon ingår i släktet Parides och familjen riddarfjärilar. Inga underarter finns listade i Catalogue of Life.

## Bildgalleri

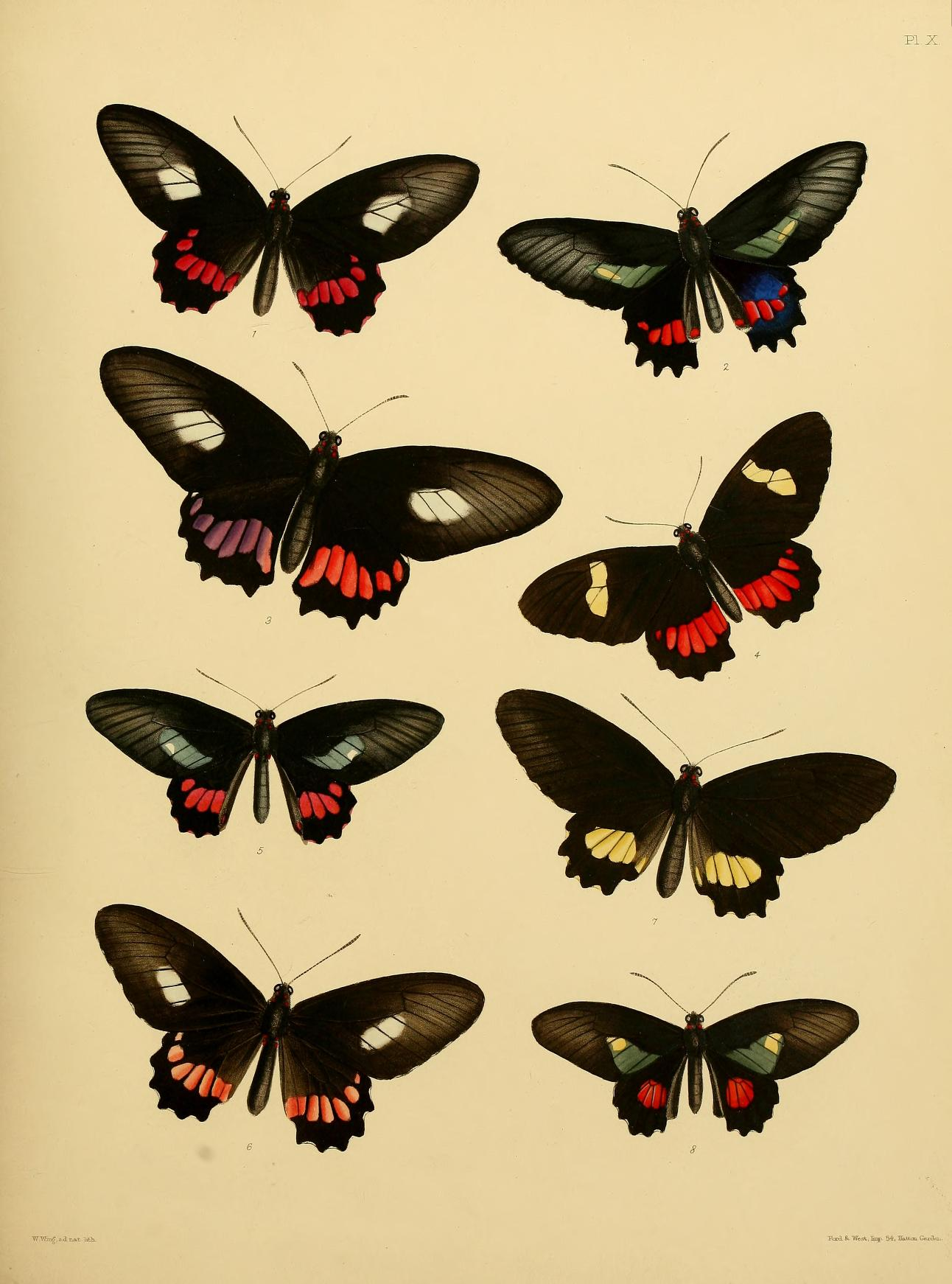
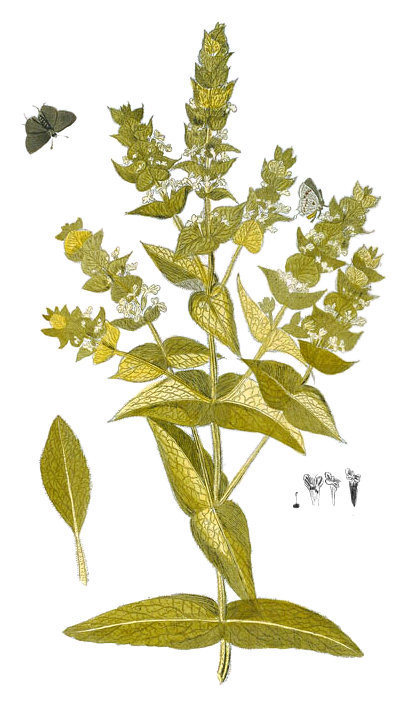